# 1945年のNFL
1945年のNFLは、NFLの26年目のシーズンである。
前年、合同チームでリーグ参加したピッツバーグ・スティーラーズとシカゴ・カージナルスが通常通りの参加に戻った。また、ブルックリン・ドジャースとボストン・ヤンクスがこのシーズンに合同チームで参加した。このチームは、「ザ・ヤンクス」として知られている。シーズン終了後、ドジャースのダン・トッピングオーナーがAAFCへの参入を表明したため、ドジャースは解散し、所属選手はボストン・ヤンクスと契約した。
NFLチャンピオンシップで、クリーブランド・ラムズが、ワシントン・レッドスキンズを15対14で破り、NFLチャンピオンに輝いた。

## ドラフト
1945年4月8日にドラフトが行われ、32巡330名が指名された。

## 主なルール変更
- ハッシュマークが中心よりに移動し、サイドラインから20ヤードの位置になった。
- センターの下に手を伸ばした選手がスナップを受け取らない場合は、フォルススタートの反則を科されることになった。
- スナップを受け損なった場合、ファンブルとして扱われることになった。
- エキストラポイントで攻撃側チームがボールを置く位置を下げる選択ができるようになった。
- パントキックがスクリメージラインを越え、レシーブ側選手に触れた場合、その選手がボールを支配する前でもキック側チームがリカバーできるようになった。

## 順位表
| 東地区                       |    |    |    |      |      |      |
| チーム                       | 勝 | 敗 | 分 | 率   | 得点 | 失点 |
| ワシントン・レッドスキンズ   | 8  | 2  | 0  | .800 | 209  | 121  |
| フィラデルフィア・イーグルス | 7  | 3  | 0  | .700 | 272  | 133  |
| ニューヨーク・ジャイアンツ   | 3  | 6  | 1  | .333 | 179  | 198  |
| ヤンクス                     | 3  | 6  | 1  | .333 | 123  | 211  |
| ピッツバーグ・スティーラーズ | 2  | 8  | 0  | .200 | 79   | 220  |

| 西地区                   |    |    |    |      |      |      |
| チーム                   | 勝 | 敗 | 分 | 率   | 得点 | 失点 |
| クリーブランド・ラムズ   | 9  | 1  | 0  | .900 | 244  | 136  |
| デトロイト・ライオンズ   | 7  | 3  | 0  | .700 | 195  | 194  |
| グリーンベイ・パッカーズ | 6  | 4  | 0  | .600 | 258  | 173  |
| シカゴ・ベアーズ         | 3  | 7  | 0  | .300 | 192  | 235  |
| シカゴ・カージナルス     | 1  | 9  | 0  | .100 | 98   | 228  |